# Temporada 1997-98 dos Chicago Bulls
A temporada de 1997-98 foi a 32ª temporada dos Bulls na NBA.
Durante o defeso, os Bulls adquiriram Scott Burrell dos Golden State Warriors. Sem o Extremo All-Star Scottie Pippen na primeira metade da temporada devido a uma lesão nas costas sofrida nas finais da NBA de 1997, o Bulls conseguiram uma média por volta de 0,500 com um recorde de 9-7 em Novembro. No entanto, Pippen acabaria por regressar, e os Bulls conseguiram 13 vitórias consecutivas entre Março e Abril, terminando no primeiro lugar na Divisão Central com um recorde de 62-20. Nos playoffs, os Bulls derrotaram os New Jersey Nets por 3-0 na primeira ronda, os Charlotte Hornets por 4 a 1 nas semifinais e os Indiana Pacers por 4 a 3 nas Finais da Conferência a caminho das finais da NBA. Nas finais, eles encontraram os Utah Jazz em uma reedição das finais da NBA do ano passado e, assim como no ano passado, iriam derrotar os Jazz em seis jogos para ganhar o campeonato. O campeonato foi seu sexto em oito anos e completou o segundo "3-peat" da franquia.
Esta foi a última temporada de Michael Jordan como um elemento dos Bulls, já que ele anunciou a sua segunda aposentadoria depois de terminar a época. No entanto, ele fez um segundo retorno com os Washington Wizards em 2001. Também saíram de Chicago após a temporada Pippen e Dennis Rodman, bem como o treinador Phil Jackson - no entanto, ele voltou a treinar os Los Angeles Lakers em 1999. Por via dessas partidas, esta foi a última temporada da dinastia dos Bulls, que havia liderado a NBA durante os anos 90. O que se seguiu foi um longo processo de reconstrução entre 1998 e 2004, e os Bulls não voltaram aos playoffs até 2005. A temporada também fez Jordan ganhar o seu quinto e último NBA Most Valuable Player Award, ao ser selecionado para o All-Star de 1998 da NBA. Jogo onde ele também ganhou o seu terceiro e último All-Star Game MVP Award.
Após a temporada, Jackson renunciou como treinador principal, Jordan se aposentou pela segunda vez, Pippen foi trocado para os Houston Rockets, Rodman mais tarde assinou com os Los Angeles Lakers como um jogadir livre, Luc Longley foi trocado com os Phoenix Suns, o especialista em triplos, Steve Kerr, assinou com os San Antonio Spurs, Burrell assinou com os New Jersey Nets e Jud Buechler assinou com os Detroit Pistons.

## Defeso

### NBA draft
| Ronda | Escolha | Jogador        | Posição | Nacionalidade | Escola/Equipa       |
| ----- | ------- | -------------- | ------- | ------------- | ------------------- |
| 1     | 28      | Keith Booth    | Extremo | EUA           | Maryland            |
| 2     | 58      | Roberto Dueñas | Poste   | Espanha       | Barcelona (Espanha) |